# 马岩波
马岩波（1957年—），江西高安人，汉族，中华人民共和国政治人物、第十一届全国人民代表大会江西地区代表。
毕业于中央党校函授学院党政管理专业。担任江西省农业厅副厅长。2008年起担任全国人大代表。